# لياندرو غيودا
لياندرو غيودا (بالإسبانية: Leandro Gioda)‏ (مواليد 1 أكتوبر 1984 في بيريز - الأرجنتين) لاعب كرة قدم أرجنتيني يلعب حاليا لصالح نادي الدرجة الأولى خيريث الإسباني منذ 2009 في مركز قلب الدفاع .

## روابط خارجية
- لياندرو غيودا على موقع قاعدة بيانات كرة القدم.إي يو (الإنجليزية)
- لياندرو غيودا على موقع Soccerway.com (الإنجليزية)
- لياندرو غيودا على موقع كووورة